# コレージュ・ダルクール

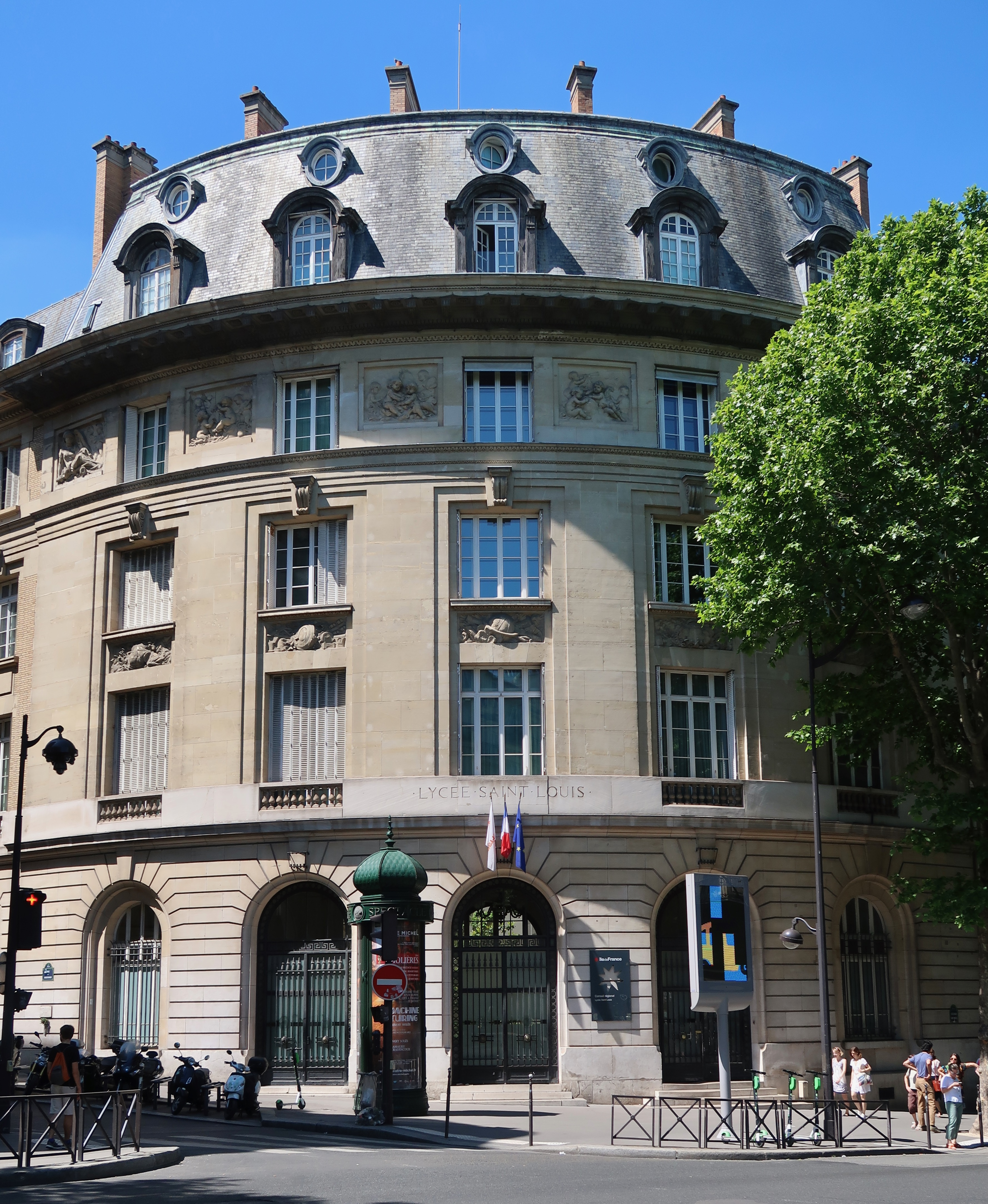
ハーコート大学の正面玄関、現在のサンルイ高校

コレージュ・ダルクール（Collège d'Harcourt）は、パリ大学に存在したコレージュ。1280年から1793年まで94年間続いた。現在リセ・サン＝ルイ（Lycée Saint-Louis）が建つラ・アルプ通り（Rue de la Harpe）94番地に存在した。

## 歴史

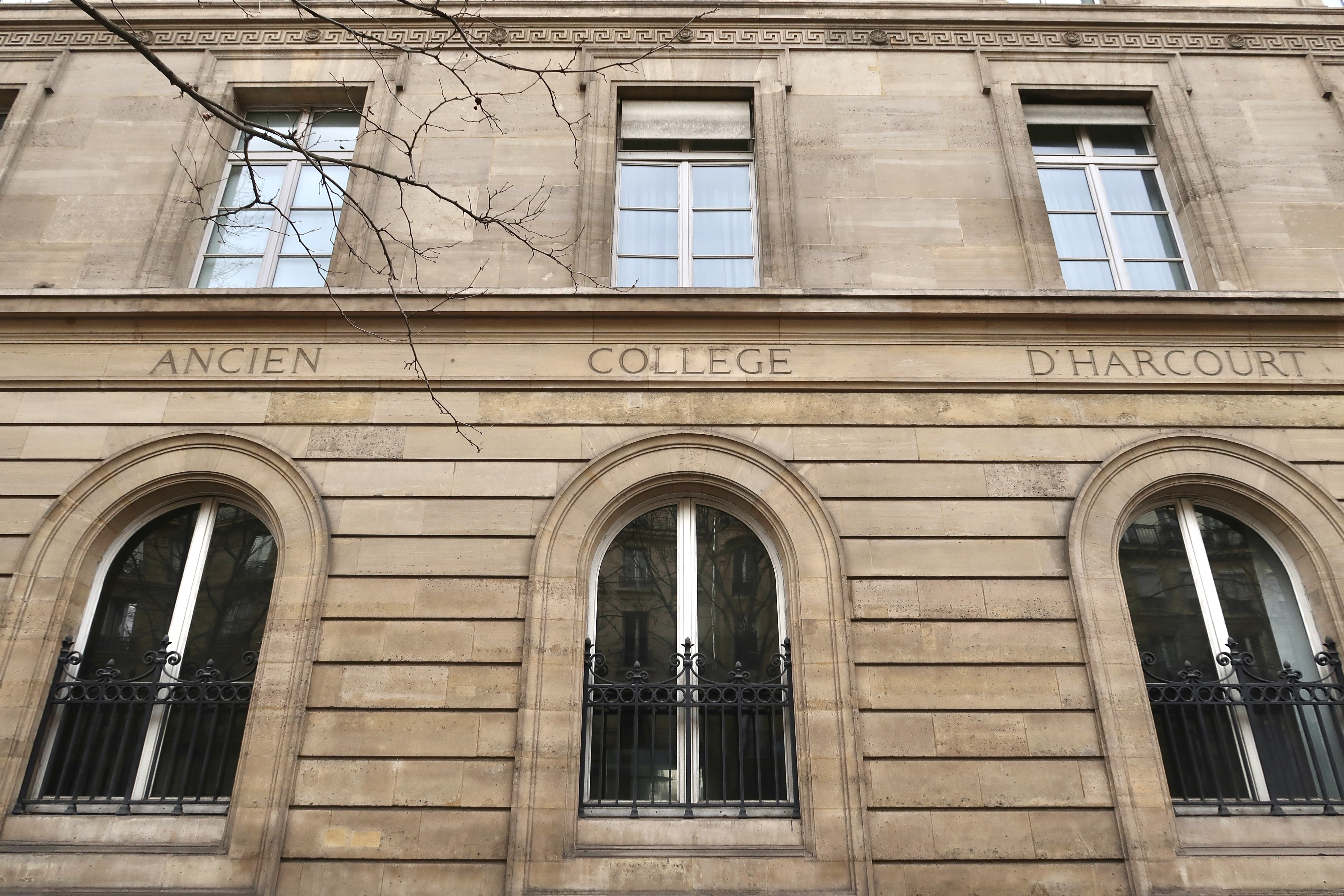
現在の高校のファサードの碑文。

## 出身者
出身者にタレーラン、アブラーム・ド・モワブル、ラ・メトリ、アンリ＝ルイ・デュアメル・デュ・モンソーなどが居る。